# José Álvarez Cubero
José Álvarez Cubero (Priego de Córdoba, 23 aprile 1768 – Madrid, 26 novembre 1827) è stato uno scultore spagnolo che trascorse gran parte della sua attività tra Parigi e Roma.

## Biografia
Nacque nella provincia di Cordova da Domingo Álvarez, un tagliatore di pietra, e da Antonia Cubero. Studiò a Cordova, a Granada, poi a Madrid, dove fu ammesso all'Accademia di San Fernando.
Il 21 luglio 1799, sovvenzionato dalla casa reale di Spagna, si recò a Parigi, dove il 28 settembre 1799 s'iscrisse come allievo alla Scuola delle Belle Arti, e successivamente lavorò presso lo studio di Jacques-Louis David. Nella capitale francese, l'ambasciatore di Spagna, grande dilettante d'arte José Nicolás de Azara, lo mise in relazione con Augustin Pajou. Come il suo compatriota, il pittore José Aparicio, alloggiò in via Fromenteau, vicino al Louvre. Partecipa alla vita artistica parigina ed ai vari concorsi.

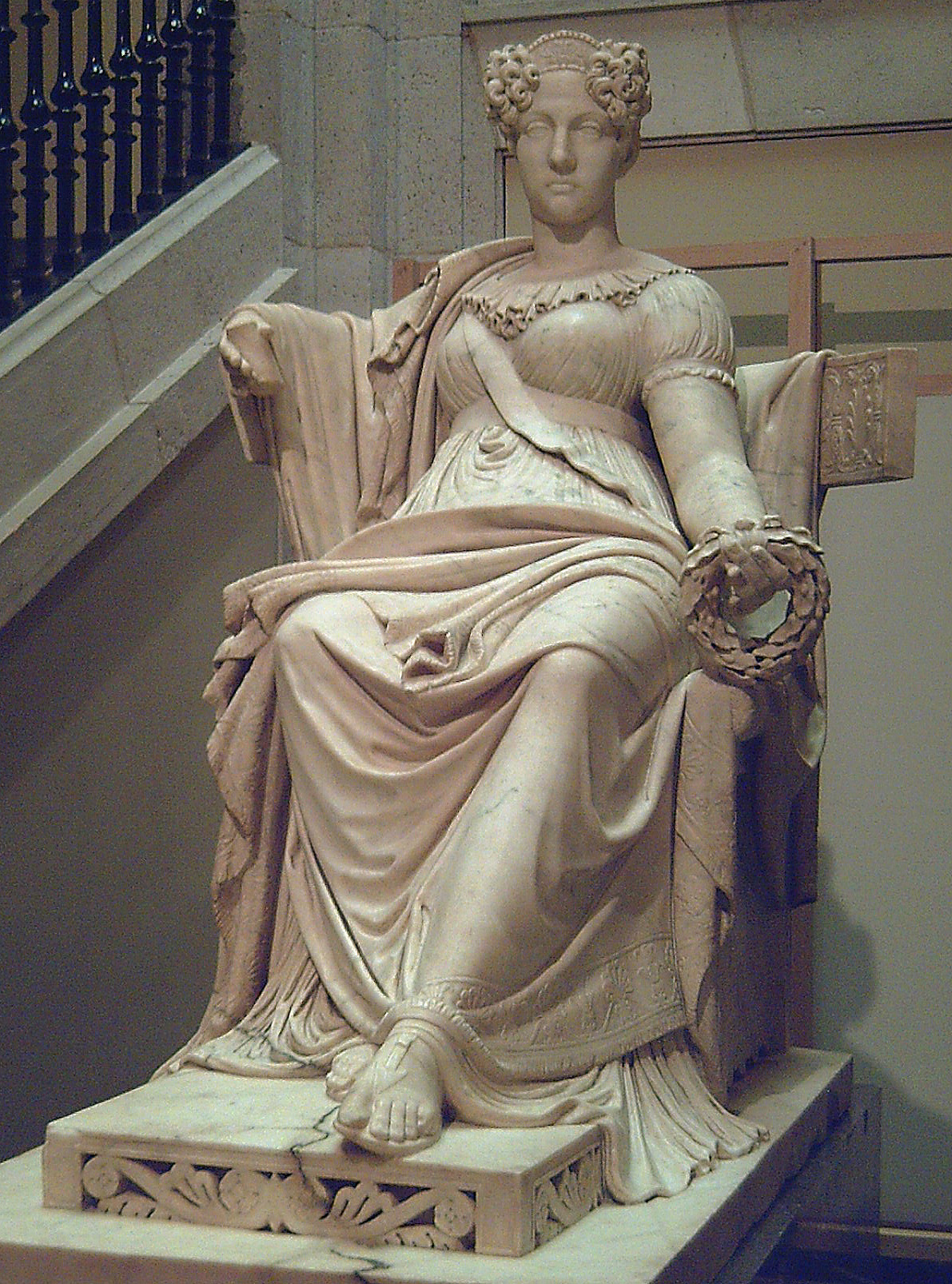
Maria Isabella di Braganza (1797–1818), scolpita in stile neoclassico. 1826 circa

Nel 1804 sposa Isabel Bouquel y Wanreggem. Tre bambini nasceranno da quest'unione: José Álvarez (Parigi, 1805 - Burgos, 1830, scultore), Annibal (Roma, 1810 - Madrid, 1870, architetto) e Carlota (Roma, 1824 - Madrid, 1843).
Nel 1805, si reca a Roma dove diventa amico di Canova. Resterà 20 anni a Roma allo stesso tempo assistente di Canova e scultore della corte in esilio del re Carlo IV di Spagna.
Nel 1825, ritorna in Spagna in barca, nonostante un naufragio al largo di Perpignano. Durante i suoi ultimi due anni di vita in Spagna, realizza molte sculture.